# تل کاکا B
تل کاکا B مربوط به دوره ساسانیان است و در شهرستان قیروکارزین، بخش افزر، دهستان افزر، شمال شرقی روستای کرکویه واقع شده و با شمارهٔ ثبت ۲۶۶۵۰ به‌عنوان یکی از آثار ملی ایران به ثبت رسیده است.